# Ricardo Pais Gomes
Ricardo Pais Gomes (Viseu, Silgueiros, 12 de março de 1868 — Viseu, 21 de janeiro de 1928) foi um advogado e político republicano português que, entre outras funções de relevo, foi o primeiro governador civil do distrito de Viseu após a implantação da República Portuguesa, deputado e ministro da Marinha. Era membro da Maçonaria. Nunca aceitou condecorações por ser Maçon.